# Marietta Santana
Marieta Santana (Caracas, 29 de octubre de 1949) es una periodista y presentadora de televisión venezolana, conocida por sus denuncias a casos sociales durante la década de 1990 en el programa "A puerta cerrada" de la televisión venezolana.

## Biografía
Marieta Santana inició su carrera en el periodismo dentro del espacio informativo de Radio Caracas Televisión (RCTV) como reportera de eventos en un segmento conocido como El Observador. Participó en varios programas "ALERT", conduciendo uno en el año 1988.

## Formación académica
Cursó estudios de Diplomacia y Comunicación Social en la Universidad Católica Andrés Bello y la Universidad Central de Venezuela. Especializándose en programas de opinión, obteniendo reconocimiento.

## Carrera
Uno de los programas más conocidos de su carrera fue A Puerta Cerrada, un espacio de entrevistas en la televisión venezolana dirigido por Nelson Bocaranda, que se transmitió desde 1983. Sin embargo, a finales de la década de 1980, Santana sustituyó en la dirección del programa a Bocaranda. Bajo su dirección el programa continuó sirviendo como plataforma para abordar las quejas y problemas sociales en los ámbitos político, económico y social hasta su última emisión en 1997.

### Era pos televisión
Posterior a la era de A Puerta Cerrada, hizo la transición a la radio antes de regresar a la televisión en 2003, conduciendo el segmento Y Punto en una estación de televisión local conocida como La Tele. Su permanencia en La Tele fue breve debido a problemas de censura, especialmente después de que expresó su oposición al cierre de RCTV.

### Retorno a RCTV en 2007
En 2007, regresó con el relanzamiento de A Puerta Cerrada en la nueva plataforma de RCTV Internacional. Este relanzamiento continuo mostrando opiniones diversas y dirección de los problemas de la población, continuando su programa crítico en su programación. Su carrera periodística y continua función de proporcionar un espacio para casos de denuncia social en diferentes tópicos.
En 2007, regresó a RCTV, un período caracterizado por tensiones políticas en Venezuela. Su regreso fue acogido, por sus colegas del canal como por el público que se reunió fuera de las instalaciones de la estación televisiva.
Santana fue recibida por su antiguo jefe, el doctor Eladio Lares, al entrar en el canal. Dioneila Abreu, una productora de televisión, compartió cómo había sido pasante de Marietta veinticinco años atrás en el programa A Puerta Cerrada.

#### Impacto social y cultural
Su retorno se dio en un contexto de profunda agitación política y social en Venezuela, con medios de comunicación como RCTV en el centro de la controversia. La telenovela Mabel Valdez, periodista (1978), que se inspiró en la figura de Santana, representando a mujeres venezolanas.

#### Contribuciones profesionales
Sus reportajes en escenarios políticos y sociales complejos, como durante las últimas horas de la dictadura somocista en Nicaragua o las inundaciones en Apure, mostraron sus trabajos especiales de reportajes durante su profesión. Su programa A Puerta Cerrada proporcionó un espacio para la discusión de temas sociales relevantes, con respuestas por parte de las autoridades del gobierno.
A medida que se acercaba la fecha del cierre de RCTV, los retos se intensificaron. Su breve regreso a RCTV fue percibido como un acto de resistencia en un momento de incertidumbre para la libertad de expresión y la independencia de los medios de comunicación en Venezuela.